# Cotignola
Cotignola is een gemeente in de Italiaanse provincie Ravenna (regio Emilia-Romagna) en telt 6952 inwoners (31-12-2004). De oppervlakte bedraagt 35,0 km², de bevolkingsdichtheid is 202 inwoners per km².
De volgende frazioni maken deel uit van de gemeente: Barbiano, San Severo en Budrio.

## Demografie
Cotignola telt ongeveer 2802 huishoudens. Het aantal inwoners daalde in de periode 1991-2001 met 0,7% volgens cijfers uit de tienjaarlijkse volkstellingen van ISTAT.
| Jaar | Inwoneraantal |
| ---- | ------------- |
| 1991 | 6921          |
| 2001 | 6875          |

## Geografie
Cotignola grenst aan de volgende gemeenten: Bagnacavallo, Bagnara di Romagna, Faenza, Lugo en Solarolo.